# Instruction Systolic Array
Ein Instruction Systolic Array (ISA) ist im Gegensatz zum Systolischen Array ein gitterartig verbundenes Netzwerk von einfachsten Berechnungseinheiten (Prozessoren), das dadurch gekennzeichnet ist, dass die Befehle von einer Ecke in synchronen Wellen (systolisch) hindurchgepumpt werden, nach dem Prinzip Single Instruction Multiple Data (SIMD). Ein ISA ist eine einfache und daher bei Berechnungen besonders schnelle Architektur. Die Schwierigkeit dabei ist die Programmierung geeigneter Algorithmen.